# Comuna Piddubți, Slavuta
Piddubți (în ucraineană Піддубці) este o comună în raionul Slavuta, regiunea Hmelnîțkîi, Ucraina, formată din satele Piddubți (reședința), Trosteaneț și Veselînivka.

## Demografie
Componența lingvistică a comunei Piddubți
     Ucraineană (98,81%)
     Rusă (1,19%)
Conform recensământului din 2001, majoritatea populației comunei Piddubți era vorbitoare de ucraineană (98,81%), existând în minoritate și vorbitori de rusă (1,19%).